# Karangkates
Karangkates is een bestuurslaag in het regentschap Malang van de provincie Oost-Java, Indonesië. Karangkates telt 7770 inwoners (volkstelling 2010).